# Marco Paolini
Marco Paolini (Belluno, 5 marzo 1956) è un drammaturgo, regista, attore, scrittore e produttore cinematografico italiano.

## Biografia
Autore e interprete di un repertorio che appartiene al cosiddetto teatro civile, si occupa di drammaturgia dagli anni settanta. La sua attività si distingue per il gusto dello studio dei testi e della ricerca delle fonti e per l'accostamento continuo dei fatti a trovate teatrali spesso dissacranti e ironiche; i suoi spettacoli, in questo modo, affrontano tematiche complesse.

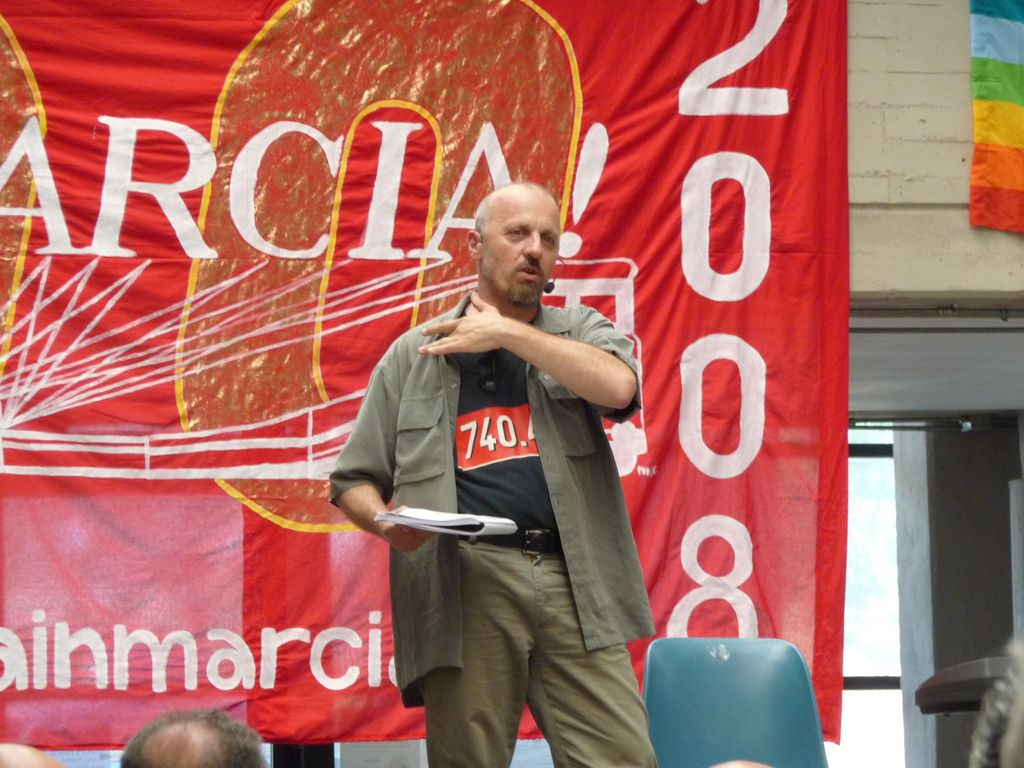
Marco Paolini alla festa dei macchinisti ferroviari a Pistoia nel 2008

Paolini - i cui spettacoli sono per la gran parte sviluppati in monologhi spesso recitati in lingua veneta - è considerato uno dei massimi esponenti della cosiddetta "prima generazione" di quel "quasi-genere" solitamente definito come teatro di narrazione: un teatro che, sulla scia della lezione del Mistero buffo di Dario Fo, si fonda sul racconto di un performer che - senza trucco, costumi o scenografia - assume la funzione di narratore, con la propria identità non sostituita, cioè senza interpretare un personaggio.
Si è soliti ascrivere alla prima generazione della narrazione, oltre a Paolini, anche Laura Curino e Marco Baliani: le voci più significative della "seconda generazione" sono invece Ascanio Celestini, Davide Enia, Giulio Cavalli e Mario Perrotta. Fino al 1994 Paolini ha lavorato in vari gruppi teatrali: Teatro degli Stracci, Studio 900 di Treviso, Tag Teatro di Mestre e Laboratorio teatro settimo. Con quest'ultimo ha realizzato Adriatico (1987), il primo della serie degli Album, e ha partecipato all'allestimento di diversi spettacoli teatrali, rivedendo fra gli altri Shakespeare e Goldoni.
Negli anni novanta inizia a collaborare con la Cooperativa Moby Dick - Teatri della Riviera con cui ha realizzato spettacoli come Il racconto del Vajont, Appunti foresti, Il milione - Quaderno veneziano di Marco Paolini e i Bestiari (raccolta di spettacoli dedicati al recupero della cultura locale, in particolare veneta). Proprio grazie a Il racconto del Vajont Paolini arriva al grande pubblico; lo spettacolo vince nel 1995 il Premio Speciale Ubu per il Teatro Politico, nel 1996 il Premio Idi per la migliore novità italiana e nel 1997 l'Oscar della televisione come miglior programma dell'anno per la trasmissione televisiva sulla tragedia del Vajont, trasmessa da Rai 2 in diretta dalla diga del Vajont il 9 ottobre 1997, anniversario del disastro. Dal 1999 Paolini autoproduce i suoi progetti teatrali, editoriali e cinematografici attraverso l'attività della Società JoleFilm.
Nel 2013 recita con Checco Zalone in Sole a catinelle di Gennaro Nunziante. Nel giugno 2017 partecipa a Musica da Bere ricevendo la Targa premio della manifestazione. Nel luglio 2018 provoca un incidente stradale che causa la morte di una donna arzignanese, patteggiando poi presso il tribunale di Verona un anno di carcere. Nel 2019 in coproduzione con il Piccolo Teatro di Milano, coautore con Francesco Niccolini, regia di Gabriele Vacis, Marco Paolini recita in Nel tempo degli dei, rivisitazione in chiave moderna del mito di Ulisse. Dall'8 gennaio al 23 gennaio 2022 conduce La fabbrica del Mondo con Telmo Pievani in onda su Rai 3.

## Premi e riconoscimenti
- 1995: Premio Speciale Ubu per il Teatro Politico.
- 1996: Premio Idi per la migliore novità italiana.
- 1997: Oscar della televisione al miglior programma dell'anno per la trasmissione televisiva sulla tragedia del Vajont.
- 1998: Premio Flaiano Sezione teatro premio all'interpretazione per Il racconto del Vajont.[8]
- 2005: Premio Città del diario, assegnato dall'Archivio Diaristico Nazionale.[9]
- 2013: Laurea honoris causa in Scienze dello spettacolo e produzione multimediale all'Università di Padova.[10]
- 2013: Premio Nazionale Cultura della Pace.[11]
- 2017 - Animavì - Cinema d'Animazione e Arte Poetica, Bronzo Dorato Arte Teatrale.[12]

## Opere e contributi

### Produzioni e spettacoli teatrali
- Album "teatrali"

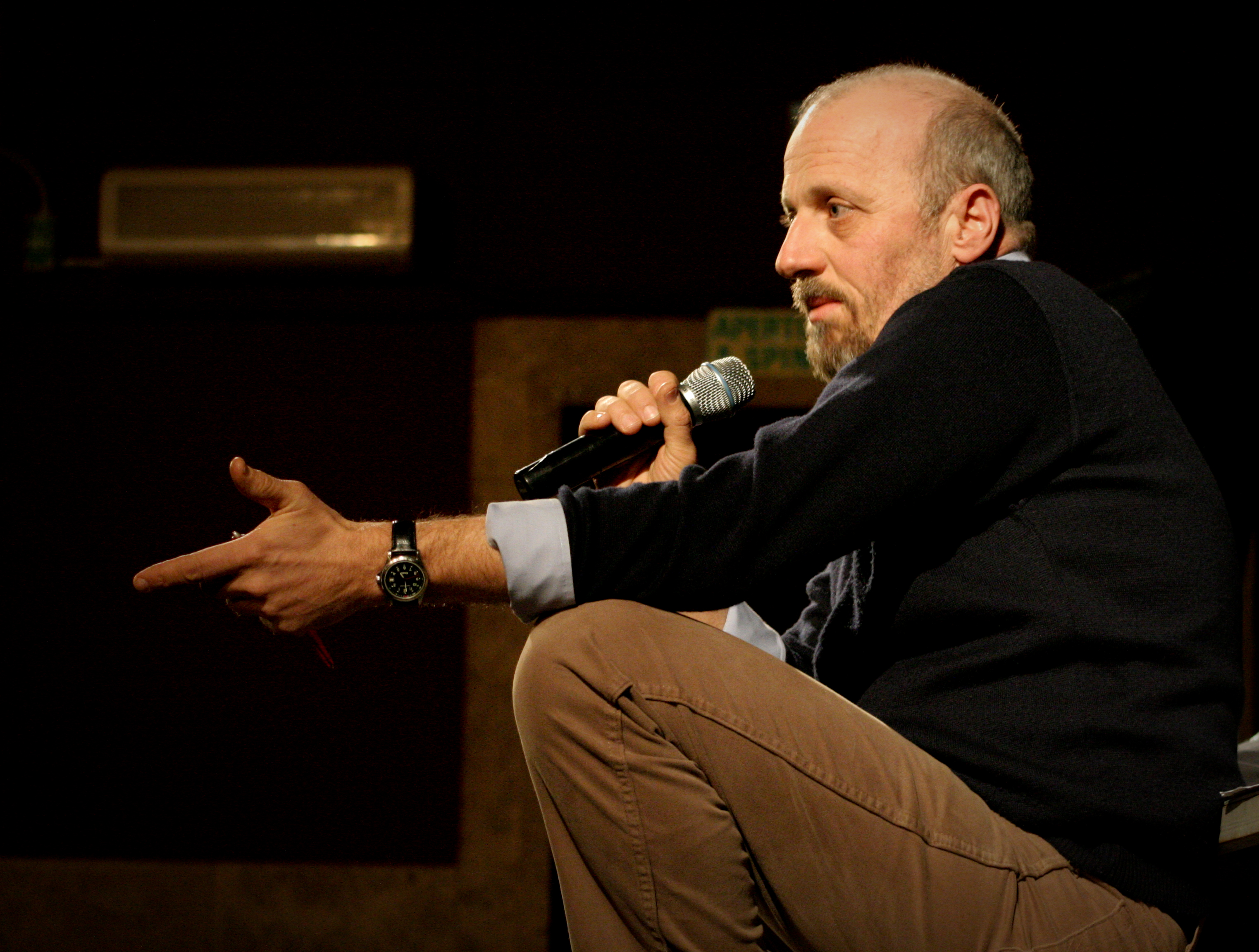
Marco Paolini, durante uno spettacolo teatrale nel 2009

  - Adriatico (liberamente ispirato a Le Petit Nicolas di René Goscinny. Debutto: Settimo Torinese, 1987)
  - Tiri in porta (dedicato a I ragazzi della via Paal di Ferenc Molnár e a Libera nos a Malo di Luigi Meneghello. Debutto: Mira, 1990)
  - Liberi tutti (dedicato all'opera di Luigi Meneghello. Debutto: Treviso, 1992)
  - Aprile '74 e 75 (debutto: Mira, 1995)
  - Stazioni di transito - Album di storie (prima prova di racconto: Sestri Levante, 1999)
- Il racconto del Vajont (prima prova di racconto: Marano, 1994 - trasmesso in diretta televisiva su Rai Due il 9 ottobre 1997)[13]
- I Bestiari
  - Bestiario veneto - In riviera (prima prova di racconto: Mira, 1998)
  - Bestiario veneto - Parole mate (debutto: Treviso, 1998)
  - Bestiario veneto - L'orto (debutto: Vicenza, 1998)
  - Bestiario italiano - I cani del gas (debutto: Verona, 1999)
- Appunti foresti (prima prova di racconto: Arcidosso, 1996)
- Il milione - Quaderno veneziano (debutto: Mestre, 1997 - trasmesso su Rai Due dall'Arsenale di Venezia)
- Appunti foresti dal Milione quaderno veneziano (2002)
- I-TIGI Canto per Ustica (dedicato alla Strage di Ustica. Debutto: Bologna, 2000 - Trasmesso su TELE+ e nel 2013 su LaEFFE)
- Parlamento chimico - Storie di plastica (dedicato a Porto Marghera. Prima prova di racconto: Castiglioncello - Livorno, 2001)
- Song n. 32 (concerto variabile con Marco Paolini e i Mercanti di Liquore, 2003)
- Teatro Civico, 6 monologhi per Report (serie di racconti brevi nata dalla proposta di collaborazione di Milena Gabanelli per la trasmissione Report, Schio 2003)

- - U-238
  - Cipolle e libertà
  - Trecentosessanta lire
  - Binario illegale
  - Bhopal (2 dic. '84)

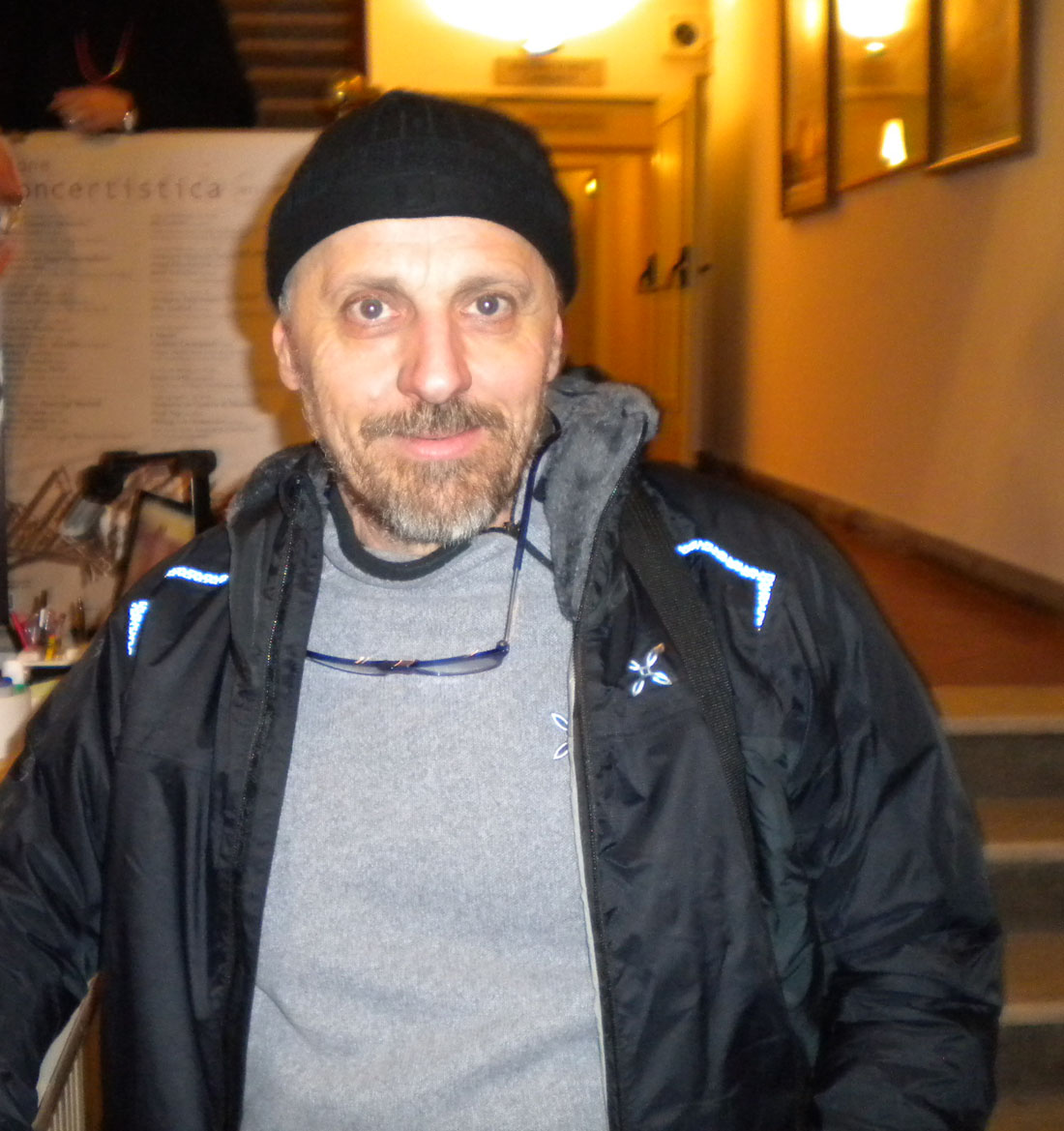
Marco Paolini dopo aver terminato lo spettacolo ITIS Galileo al Teatro Ponchielli di Cremona, 11 gennaio 2012

  - Ferrari Primavera (quest'ultimo solamente trasmesso in TV e non incluso nella successiva raccolta pubblicata da Einaudi).
- Album "dal teatro alla televisione" Trasmessi da RAI3 e pubblicati da Einaudi (Torino 2005, due cofanetti con testo e DVD)
  - Aprile 74 E 5 Rugby (10-02-2005)
  - Don Bernardo e Barbino (17-02-2005)
  - Capodanno del '69 (24-02-2005)
  - La Compagnia (03-03-2005)
  - Un filo di pensieri (10-03-2005)
  - Un mondo perfetto (17-03-2005)
  - I 400 folpi (24-03-2005)
  - Odor di botte e limoni (31-03-2005)
  - Notte d'Agosto del '74 (14-04-2005)
  - La comune di Gemona (21-04-2005)
  - Americhe 1984 (28-04-2005)
  - La cortina di ferro (05-05-2005)
  - Teatro tenda del popolo (12-05-2005)
- Karma-Kola (monologo musicale con Marco Paolini e i Mercanti di Liquore, 2006)
- Miserabili - Io e Margaret Thatcher (con i Mercanti di Liquore, 2007) (Trasmesso in versione riadattata su LA7 il 09-11-2009, in diretta dal porto di Taranto).
- Il Sergente (Trasmesso su LA7 il 30-10-2007) (ispirato da Il sergente nella neve di Mario Rigoni Stern). Lo spettacolo è stato seguito da 1.200.000 telespettatori per uno share del 5,7%, un record per LA7.
- Album d'Aprile (Trasmesso su LA7 il 01-02-2008)
- La macchina del capo (Racconto di Capodanno) (Trasmesso su LA7 il 01-01-2009). Lo spettacolo è stato seguito da 1.065.000 telespettatori per uno share del 4.76%.
- Bisogna. La pellagra via SMS (2010)
- Ballata di uomini e cani (2010). Spettacolo realizzato nell'ambito della rassegna I Suoni delle Dolomiti, tratto da un racconto di Jack London, con immagini di Simone Massi[14].
- Ausmerzen. Vite indegne di essere vissute. Spettacolo sulle vicende legate alle teorie dell'eugenetica naziste e su Aktion T4. Lo spettacolo è andato in onda dall'ex ospedale psichiatrico "Paolo Pini" di Milano e trasmesso in diretta dalla emittente televisiva LA7 il 26 gennaio 2011.[15]
- ITIS Galileo (Trasmesso su LA7 il 25-04-2012)
- Verdi, narrar cantando, spettacolo in onore di Giuseppe Verdi.[16]

### Libri
- Il racconto del Vajont, con Gabriele Vacis, Milano, Garzanti, 1997. ISBN 88-11-62030-9.
- Vajont 9 ottobre '63, con VHS, Torino, Einaudi, 1999. ISBN 88-06-15320-X.
- Bestiario veneto. Parole mate, Pordenone, Biblioteca dell'immagine, 1999.
- L'anno passato, Pordenone, Edizioni biblioteca dell'immagine, 2000. ISBN 88-87881-08-1.
- Bestiario italiano, con VHS, Torino, Einaudi, 2000. ISBN 88-06-15595-4.
- I-TIGI. Canto per Ustica, con Daniele Del Giudice, con VHS, Torino, Einaudi, 2001. ISBN 88-06-15941-0.
- Questo radichio non si toca. Diario di un'estate, con VHS, Torino, Einaudi, 2003. ISBN 88-06-16560-7.
- Teatro civico. 5 monologhi per Report: U-238, Cipolle e libertà, Trecentosessanta lire, Binario illegale, Bhopal 2 dic. '84, con 2 DVD, Torino, Einaudi, 2004. ISBN 88-06-17061-9.
- Gli album di Marco Paolini. Storie di certi italiani. Volume 1, con 2 DVD, Torino, Einaudi, 2005. ISBN 88-06-16570-4.
- Gli album di Marco Paolini. Storie di certi italiani. Volume 2, con 2 DVD, Torino, Einaudi, 2005. ISBN 88-06-17910-1.
- Il sergente, con DVD, Torino, Einaudi, 2008. ISBN 978-88-06-19142-9.
- Il quartiere di Porta San Marco, con Gaetano Severini, Pistoia, Istituto Storico della Resistenza e della Società Contemporanea di Pistoia, 2008. ISBN 978-88-6144-009-8.
- Il milione. Quaderno veneziano, con Francesco Niccolini, con DVD, Torino, Einaudi, 2009. ISBN 978-88-06-20009-1.
- Deportati nei lager nazisti, con Gaetano Severini, Pistoia, Istituto Storico della Resistenza e della Società Contemporanea di Pistoia, 2011. ISBN 978-88-6144-030-2.
- Ausmerzen. Vite indegne di essere vissute, con DVD, Torino, Einaudi, 2012. ISBN 978-88-06-21017-5.

### Cinema
- Manila Paloma Blanca, regia di Daniele Segre (1992)
- Caro diario, regia di Nanni Moretti (1993)
- Il toro, regia di Carlo Mazzacurati (1994)
- I piccoli maestri, regia di Daniele Luchetti (1998)
- Ritratti: Mario Rigoni Stern, regia di Carlo Mazzacurati e Marco Paolini (1999)
- La lingua del santo, regia di Carlo Mazzacurati (2000)
- Vivere, regia di Franco Bernini (2001)
- A cavallo della tigre, regia di Carlo Mazzacurati (2002)
- Sanguepazzo, regia di Marco Tullio Giordana (2008)
- Chi gà vinto?, regia di Enrico Lando (2008)
- Io sono Li, regia di Andrea Segre (2011)
- Sole a catinelle, regia di Gennaro Nunziante (2013)
- La prima neve, regia di Andrea Segre (2013)
- La pelle dell'orso, regia di Marco Segato (2016)
- Effetto domino, regia di Alessandro Rossetto (2019)
- Boys, regia di Davide Ferrario (2021)

### Discografia parziale
- Marco Paolini legge Ernesto Calzavara, 2001
- Marcovaldo di Calvino, letto da Paolini, 2003, per la casa editrice Full Color Sound.
- Sputi con i Mercanti di Liquore, 2004
- Miserabili con i Mercanti di Liquore, 2008

## Bibliografia

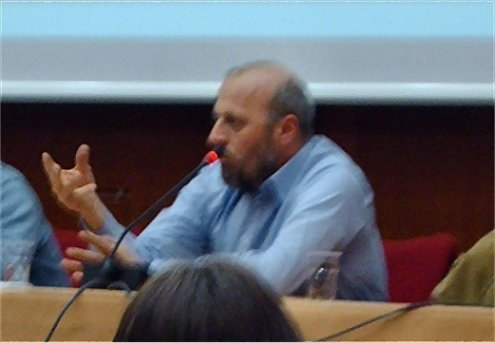
Paolini durante un incontro a Galassia Gutenberg 2008